# Мапам
Мапам или Обединена работническа партия (на иврит: מפלגת הפועלים המאוחדת, Mifleget HaPoalim HaMeuhedet; акроним – מפ"ם, осветен; на арабски: حزب العمال الموحد, съкратено „مبام“) е лява социалистическа политическа партия в Израел, съществувала от 1948 до 1997 година, когато се слива с няколко сродни партии в партията Мерец.
Мапан е потомка на Паоле Сион. През 1948 се слива с партията Хашомер Хатзаир. В изборите за първия кнесет партията е с 19 места, което я прави втората по големина след Мапаи. През 1951 не успяват да спечелят толкова места и падат до 15, но пак влизат в коалицията.